# جولييان ماغايانيس
جولييان ماغايانيس (بالإسبانية: Julián Magallanes)‏ هو لاعب كرة قدم أرجنتيني في مركز الوسط، ولد في 20 مارس 1986 في كاسيلدا ‏ في الأرجنتين. لعب مع تيرو فيديرال ونادي تارانتو 1927 ونادي سيتاديلا ونادي كريمونيسي.

## وصلات خارجية
- جولييان ماغايانيس على موقع إي إس بي إن إف سي (الإنجليزية)
- جولييان ماغايانيس على موقع قاعدة بيانات كرة القدم.إي يو (الإنجليزية)
- جولييان ماغايانيس على موقع Soccerway.com (الإنجليزية)
- جولييان ماغايانيس على موقع عالم كرة القدم.نت (الإنجليزية)